# Cyrano de Bergerac (película de 1900)
Cyrano de Bergerac es un cortometraje francés de drama del año 1900 dirigido por Clément Maurice, con Benoit Constant Coquelin como Cyrano. Se mostró en el 1900 en la Exposición Universal de París. La película, rodada en color y sincronizado a una grabación con cilindro de celofán, se cree que es la primera en ser hecha con tanto color y sonido.  